# Jason Bacashihua
Jason Bacashihua (20. září 1982 v Dearborn Heights, Michigan, USA) je bývalý americký hokejový brankář.

## Hráčská kariéra
Jason Bacashihua začal svou hokejovou kariéru v juniorském týmu Chicago Freeze, za který hrál v letech 1999 až 2001 v North American Hockey League. V roce 2001 byl draftován v prvním kole vstupního draftu NHL na 26. místě týmem Dallas Stars, za který nikdy nehrál. V sezóně 2001-02 hrál za Plymouth Whalers v Ontario Hockey League. Tam dokázal okamžitě zapůsobit a byl vybrán do nováčkovského týmu Canadian Hockey League, řídícího orgánu kanadských nejlepších juniorských lig. Byl také nejlepším nováčkem s nejnižším průměrem obdržených branek v OHL s 2,34 inkasovanými góly na zápas, za což obdržel F.W. "Dinty" Moore Trophy. Vzhledem k tomu, že jeho tým měl také nejnižší průměr obdržených branek v OHL, získal trofej Dave Pinkney Trophy. Ke konci sezóny 2001-02 odehrál svůj první profesionální zápas za Utah Grizzlies v American Hockey League. Za tým hrál i v následujících třech letech.
Do 25. června 2004 stále držel přestupová práva Dallas Stars, toho dne vyměnili Bacashihua do St. Louis Blues výměnou za kanadského obránce Shawna Bella. Ve svém prvním roce v novém klubu hrál exkluzivně za Worcester IceCats, farma St. Louis v AHL, během výluky National Hockey League v sezóně 2004-05. V následujících dvou sezónách chytal pravidelně za St. Louis Blues v NHL, ale nedokázal se vyrovnat svým výkonům v AHL a juniorských řadách a měl průměr 3,23 gólu na zápas v 19 zápasech, z nichž vítězných jen sedm. Hrál také za novou farmu Blues v AHL, Peoria Rivermen. Po začátku sezóny 2007-08 v týmu Rivermen byl 8. listopadu 2007 vyměněn do Colorado Avalanche za budoucí vyrovnání. V organizaci Avalanche strávil následující dvě sezóny za farmářský tým AHL. Na jeden zápas byl poslán do Johnstown Chiefs v ECHL.
31. července 2009 podepsal smlouvu s Hershey Bears v AHL. Se svým novým týmem vyhrál Calderův pohár na první pokus v sezóně 2009/10, ale jako třetí brankář za Michalem Neuvirthem a Bradenem Holtbym s 22 starty v základní části neměl odehráno dost zápasů na to, aby jeho jméno bylo vyryto na samotné trofeji. Pro sezónu 2010/11 se vrátil do Colorada Avalanche, ale opět byl využíván pouze ve farmářském týmu AHL. 19. července 2011 podepsal smlouvu s Philadelphia Flyers, ale celou sezónu strávil v Adirondack Phantoms. 22. července 2012 se Bacashihua přesunul do německého týmu Straubing Tigers z DEL, kde získal roční smlouvu. Po vydařené sezóně, ve které byl zvolen fanoušky "Hráčem sezóny", klub oznámil, že spolupráce s Bacashihua bude prodloužena o jeden rok. Ve své druhé sezóně odchytal podobný počet zápasů a opět dosáhl průměru 2,64 obdržených branek na zápas. Ve své třetí sezóně se Bacashihua nedokázal vyrovnat výkonům z prvních dvou sezón, po smlouvy opustil klub i soutěž.
V červenci 2015 podepsal na jeden rok smlouvu se slovenským klubem HC 05 Banská Bystrica hrající domácí nejvyšší soutěž. V Banské Bystrici navázal na skvělé výkony, v prvním ročníku vychytal nejvíce čistých kont v základní části a přispěl týmu k postupu až do finále playoff, kde nestačili na celek HK Nitra. V druhém ročníků dosáhl nejnižšího průměru obdržených branek na zápas z celé soutěže a soutěž nakonec vyhráli. Po tomto úspěchu opustil Slovensko a podepsal smlouvu s High1 v Asijské hokejové lize. Na začátku sezóny 2018/19 pokračoval ve své kariéře a 28. září 2018 se přestěhoval do Polska, kde hrál za Comarch Cracovia. V Comarch Cracovia odchytal pouze pět zápasů, německý klub Deggendorf SC měl na zkoušku kanadského brankáře Andrew Hare, který po čtyřech zápasech skončil a na jeho místo přišel Bacashihua, kde dokončil ročník. Jeho další zahraniční angažmá bylo v italském klubu WSV Sterzing Broncos hrající soutěž Alps Hockey League (2019-20), V maďarském celku hrající domácí nejvyšší soutěž Dunaújvárosi Acélbikák 2020-21 a naposled se v listopadu 2021 upsal anglickému týmu Manchester Storm.

## Ocenění a úspěchy
- 2000 NAHL - První All-Rookie Tým
- 2000 NAHL - Druhý All-Star Tým
- 2002 OHL - První All-Rookie Tým
- 2002 OHL - F.W. "Dinty" Moore Trophy
- 2002 OHL - Dave Pinkney Trophy
- 2002 OHL - Nejvíce čistých kont
- 2002 CHL - All-Rookie Tým
- 2016 SHL - Nejvíce čistých kont
- 2017 SHL - Nejnižší průměr obdržených branek na zápas
- 2017 SHL - All-Star Tým

## Prvenství

### NHL
- Debut - 16. prosince 2005 (Chicago Blackhawks proti St. Louis Blues)
- První inkasovaný gól - 16. prosince 2005 (Chicago Blackhawks proti St. Louis Blues, kanadským útočníkem Mark Bell)

### SHL
- Debut – 10. září 2015 (HC 05 Banská Bystrica proti HK Nitra)
- První inkasovaný gól – 10. září 2015 (HC 05 Banská Bystrica proti HK Nitra, slovenským útočníkem Juraj Štefanka)
- První vychytaná nula – 13. září 2015 (HC Košice proti HC 05 Banská Bystrica)

## Klubová statistika

### Základní části
| Sezona       | Tým                    | Liga         | Z  | V  | P  | R/PVP | MIN  | OG  | SO | POG  | %CHS |
| ------------ | ---------------------- | ------------ | -- | -- | -- | ----- | ---- | --- | -- | ---- | ---- |
| 1999/2000    | Chicago Freeze         | NAHL         | 41 | 20 | 19 | 2     | 2432 | 118 | 2  | 2.91 | 91.3 |
| 2000/2001    | Chicago Freeze         | NAHL         | 39 | 24 | 14 | 0     | 2246 | 121 | 1  | 3.23 | 90.0 |
| 2001/2002    | Plymouth Whalers       | OHL          | 46 | 26 | 12 | 7     | 2688 | 105 | 5  | 2.34 | 92.1 |
| 2001/2002    | Utah Grizzlies         | AHL          | 1  | 0  | 1  | 0     | 61   | 3   | 0  | 2.95 | 93.0 |
| 2002/2003    | Utah Grizzlies         | AHL          | 39 | 18 | 18 | 2     | 2245 | 118 | 3  | 3.15 | 90.7 |
| 2003/2004    | Utah Grizzlies         | AHL          | 39 | 13 | 19 | 5     | 2234 | 99  | 3  | 2.66 | 91.6 |
| 2004/2005    | Worcester IceCats      | AHL          | 35 | 18 | 13 | 1     | 1909 | 80  | 2  | 2.51 | 90.2 |
| 2005/2006    | Peoria Rivermen        | AHL          | 15 | 9  | 4  | 0     | 820  | 36  | 2  | 2.63 | 90.3 |
| 2005/2006    | St. Louis Blues        | NHL          | 19 | 4  | 10 | 1     | 966  | 52  | 0  | 3.23 | 89.9 |
| 2006/2007    | Peoria Rivermen        | AHL          | 20 | 5  | 10 | 4     | 1139 | 55  | 1  | 2.90 | 88.5 |
| 2006/2007    | St. Louis Blues        | NHL          | 19 | 3  | 7  | 3     | 894  | 47  | 0  | 3.15 | 89.6 |
| 2007/2008    | Peoria Rivermen        | AHL          | 4  | 1  | 3  | 0     | 208  | 11  | 0  | 3.17 | 86.9 |
| 2007/2008    | Johnstown Chiefs       | ECHL         | 1  | 1  | 0  | 0     | 65   | 4   | 0  | 3.70 | 88.6 |
| 2007/2008    | Lake Erie Monsters     | AHL          | 19 | 5  | 11 | 2     | 1074 | 60  | 1  | 3.35 | 90.5 |
| 2008/2009    | Lake Erie Monsters     | AHL          | 39 | 13 | 21 | 3     | 2255 | 104 | 2  | 2.77 | 90.5 |
| 2009/2010    | Hershey Bears          | AHL          | 22 | 17 | 3  | 1     | 1258 | 52  | 1  | 2.48 | 91.1 |
| 2010/2011    | Lake Erie Monsters     | AHL          | 42 | 23 | 16 | 3     | 2466 | 94  | 4  | 2.29 | 91.7 |
| 2011/2012    | Adirondack Phantoms    | AHL          | 23 | 8  | 11 | 1     | 1244 | 62  | 0  | 2.99 | 90.1 |
| 2012/2013    | Straubing Tigers       | DEL          | 52 | 25 | 27 | 0     | 3123 | 137 | 3  | 2.63 | 91.5 |
| 2013/2014    | Straubing Tigers       | DEL          | 50 | 20 | 28 | 0     | 2959 | 130 | 3  | 2.64 | 91.9 |
| 2014/2015    | Straubing Tigers       | DEL          | 35 | 9  | 22 | 0     | 1916 | 100 | 0  | 3.13 | 89.8 |
| 2015/2016    | HC 05 Banská Bystrica  | SHL          | 40 | 22 | 11 | 3     | 2387 | 83  | 5  | 2.09 | 92.6 |
| 2016/2017    | HC 05 Banská Bystrica  | SHL          | 36 | —  | —  | —     | 2167 | 74  | 0  | 2.05 | 92.9 |
| 2017/2018    | High1                  | AL           | 25 | —  | —  | —     | —    | —   | —  | 2.81 | 91.3 |
| 2018/2019    | Comarch Cracovia       | PHL          | 5  | 3  | 2  | 0     | 305  | 12  | 0  | 2.36 | 90.6 |
| 2018/2019    | Deggendorf SC          | DEL2         | 26 | 11 | 12 | 0     | 1466 | 93  | 1  | 3.81 | 90.8 |
| 2019/2020    | WSV Sterzing Broncos   | AlpHL        | 39 | 22 | 16 | 0     | 2190 | 118 | 2  | 3.23 | 90.4 |
| 2020/2021    | Dunaújvárosi Acélbikák | Erste        | 14 | 5  | 9  | 0     | —    | —   | —  | 4.66 | 90.9 |
| 2021/2022    | Manchester Storm       | EIHL         | 36 | 13 | 23 | 0     | —    | —   | 0  | 3.37 | 88.6 |
| Celkem v NHL | Celkem v NHL           | Celkem v NHL | 38 | 7  | 17 | 4     | 1860 | 99  | 0  | 3.19 | 89.7 |

### Play-off
| Sezona       | Tým                   | Liga         | Z  | V  | P | MIN  | OG | ČK | POG  | %ChS |
| ------------ | --------------------- | ------------ | -- | -- | - | ---- | -- | -- | ---- | ---- |
| 1999/2000    | Chicago Freeze        | NAHL         | 2  | 0  | 2 | 103  | 12 | 0  | 6.97 |      |
| 2000/2001    | Chicago Freeze        | NAHL         | 3  | 1  | 2 | 190  | 12 | 0  | 3.79 |      |
| 2001/2002    | Plymouth Whalers      | OHL          | 6  | 2  | 4 | 360  | 15 | 0  | 2.50 | 90.1 |
| 2002/2003    | Utah Grizzlies        | AHL          | 1  | 0  | 1 | 59   | 2  | 0  | 2.03 | 94.1 |
| 2010/2011    | Lake Erie Monsters    | AHL          | 2  | 1  | 1 | 118  | 5  | 0  | 2.54 | 90.9 |
| 2012/2013    | Straubing Tigers      | DEL          | 7  | 3  | 4 | 422  | 22 | 0  | 3.13 | 91.0 |
| 2015/2016    | HC 05 Banská Bystrica | SHL          | 17 | 10 | 7 | 1056 | 31 | 3  | 1.76 | 93.9 |
| 2016/2017    | HC 05 Banská Bystrica | SHL          | 13 | —  | — | —    | —  | —  | 1.92 | 93.4 |
| Celkem v DEL | Celkem v DEL          | Celkem v DEL | 7  | 3  | 4 | 422  | 22 | 0  | 3.13 | 91.0 |

### Reprezentace
| Rok                       | Tým                       | Soutěž                    | Z | V | P | R | MIN | OG | ČK | POG  | %ChS |
| ------------------------- | ------------------------- | ------------------------- | - | - | - | - | --- | -- | -- | ---- | ---- |
| 2002                      | USA 20                    | MSJ                       | 7 | 4 | 1 | 2 | 420 | 20 | 0  | 2.86 | .891 |
| 2006                      | USA                       | MS                        | 3 | 1 | 1 | 0 | 140 | 5  | 0  | 2.14 | .927 |
| 2007                      | USA                       | MS                        | 1 | 0 | 0 | 0 | 20  | 1  | 0  | 3.00 | .888 |
| Juniorská kariéra celkově | Juniorská kariéra celkově | Juniorská kariéra celkově | 7 | 4 | 1 | 2 | 420 | 20 | 0  | 2.86 | .891 |
| Seniorská kariéra celkově | Seniorská kariéra celkově | Seniorská kariéra celkově | 4 | 1 | 1 | 0 | 160 | 6  | 0  | 2.25 | 922  |